# Love in Country
Love in Country je americký hraný film z roku 2022, který režírovali Kurt Braun a Richard Gayton. Snímek měl premiéru dne 25. ledna 2002.

## Děj
Je rok 1968 a ve vietnamské válce seržanti Ian Alexander a John Reese udržují utajený vztah. Poté, co jejich četu napadly jednotky Armády Severního Vietnamu, je jejich jednotka vyslána na misi CIA. Těsně před ofenzívou se Alexander a Reese, spolu s Docem, Thumperem, Burdem a jejich psychicky narušeným kapitánem Henrickem připravují na únos vůdce Vietkongu. Čelí následné zradě a bojují o holé přežití v bitvě poblíž demilitarizovaného pásma.

## Obsazení
| David Garber         | seržant Ian Alexander       |
| Vincent van Hinte    | kapitán John Tower Heinrick |
| Michael Southworth   | seržant John Reese          |
| Jon Owens            | Charles White               |
| Elijah Olachea       | Jay Edgar Burd              |
| Robert M. O'Brien    | Thomas Graham               |
| John Michael Tilmont | agent CIA Crawford          |
| Brandon Yutterman    | poručík Holis               |
| David A. Miller      | velitel pluku               |